# Königshoven
Der Ort Königshoven ist ein Ortsteil der Stadt Bedburg im Rhein-Erft-Kreis in Nordrhein-Westfalen. Er wurde wegen des Abbaus von Braunkohle im  Rheinischen Revier Ende der 1970er Jahre in die Nähe von Kaster umgesiedelt. Der Ort liegt im Städtedreieck Aachen-Düsseldorf-Köln rund 35 km nordwestlich von Köln.

## Geschichte

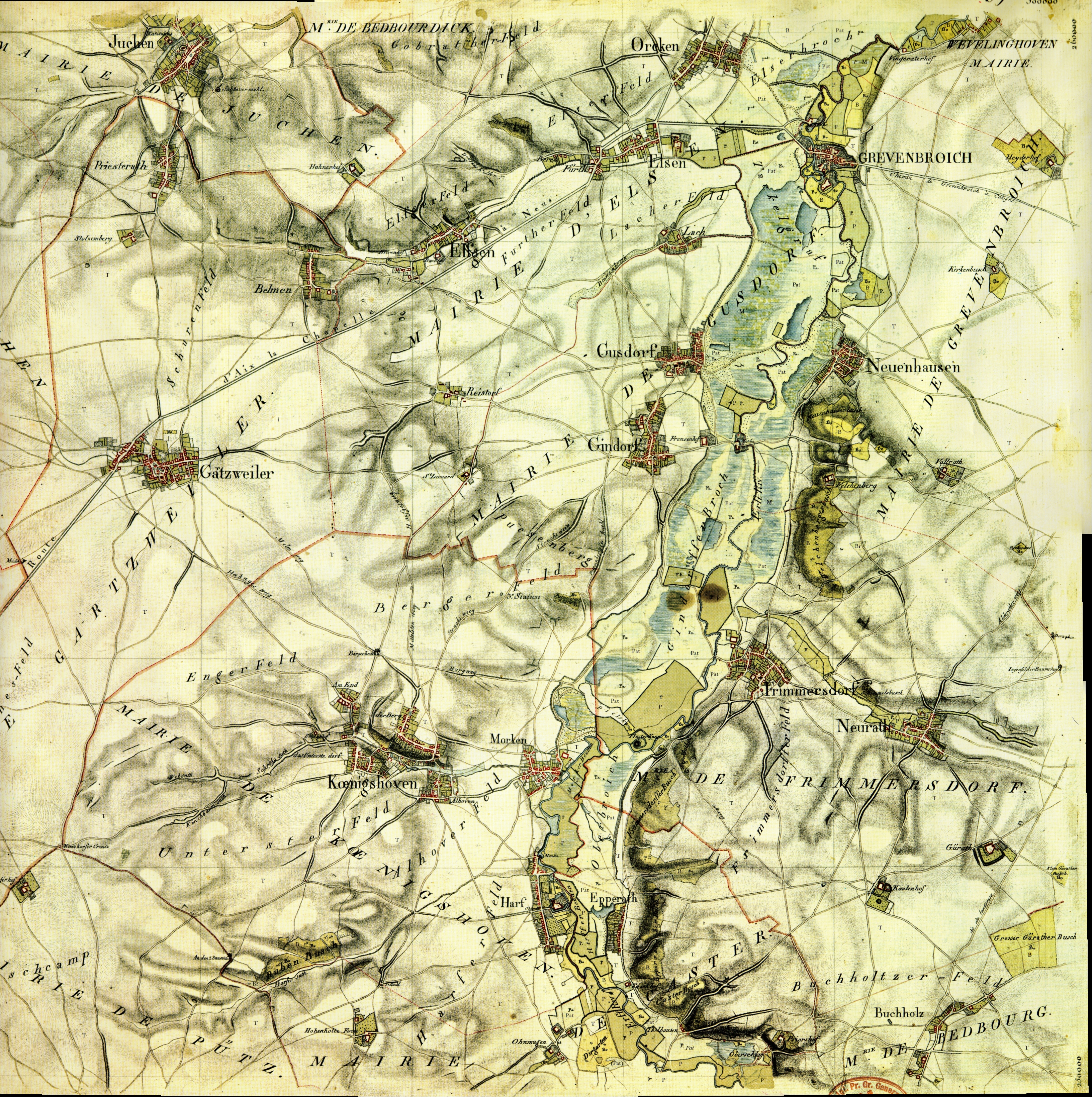
Das alte Königshoven auf der Tranchotkarte Grevenbroich von 1807

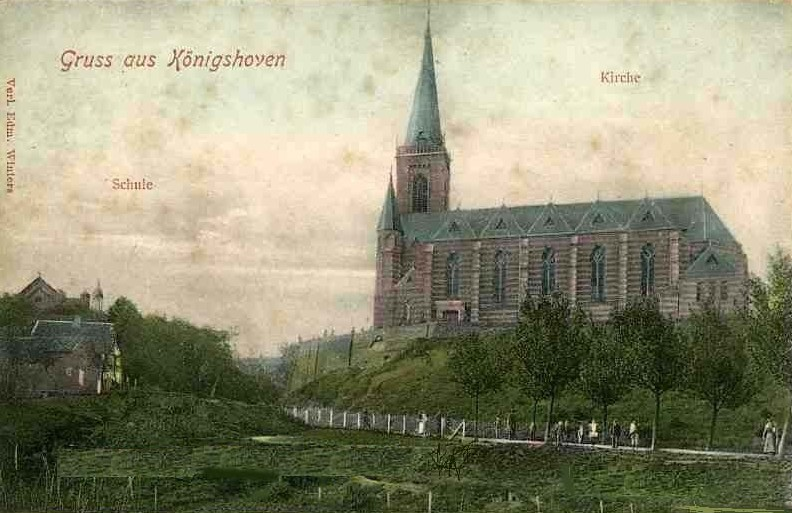
St. Peter in Alt-Königshoven

### Ersterwähnung
Der Name Königshoven wird erstmals in einer Urkunde von 1443 verwendet.
Königshoven bestand ursprünglich aus vier klar abgegrenzten Siedlungskernen, die nie ganz zusammengewachsen sind. Am höchsten gelegen war Berke/am End, erftwärts gelegen war Obermorken/Hovermorike. Durch die Sothbach getrennt lagen unterhalb die Ortsteile Kynyncshoven/unterstes Dorf und Allhoven/Elrehoven, wobei die Schreibweisen wechselten.
Die bislang älteste bekannte urkundliche Erwähnung einer Kirche in Obermorken/Hovermorikejenes, dem Ortsteil um den Königshovener Kirchberg, ist auf den 8. April 1272 datiert.

### 1945
Am 27. Februar 1945 endeten in Königshoven die Zeit des Nationalsozialismus und der Zweite Weltkrieg. Im Februar 1945 hatte die 11. Panzer-Division der Wehrmacht bei Grottenherten große Teile ihres Geräts in Stellung gebracht. Adolf Hitler hatte den Truppen an der Rur befohlen, dort zu kämpfen, anstatt sich hinter den Rhein zurückzuziehen.
US-Truppen, die im Rahmen der Operation Grenade vorrückten, nahmen in der Nacht vom 25. auf den 26. Februar 1945 Grottenherten unter Dauerbeschuss und eroberten es am frühen Morgen des 27. Februar. Auch Pütz und Königshoven wurden nach starkem Artilleriebeschuss und dem Abwurf von Kettenbomben eingenommen.

### Umsiedlung wegen des Braunkohletagebaus

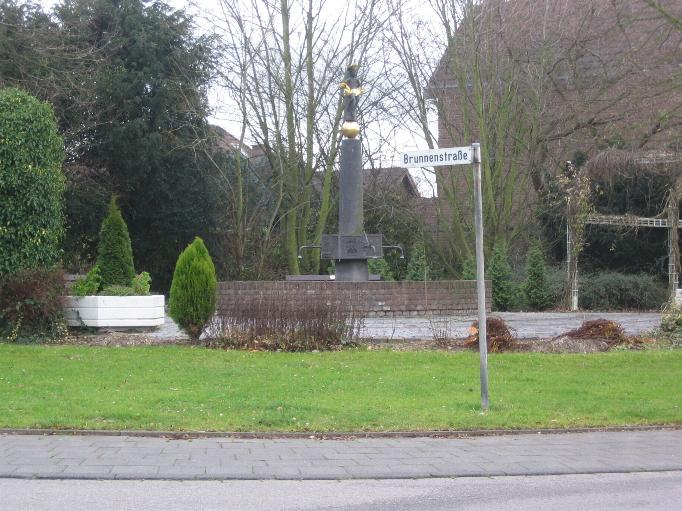
Mit der Einweihung des Dorfbrunnens 1986 war die Umsiedlung abgeschlossen

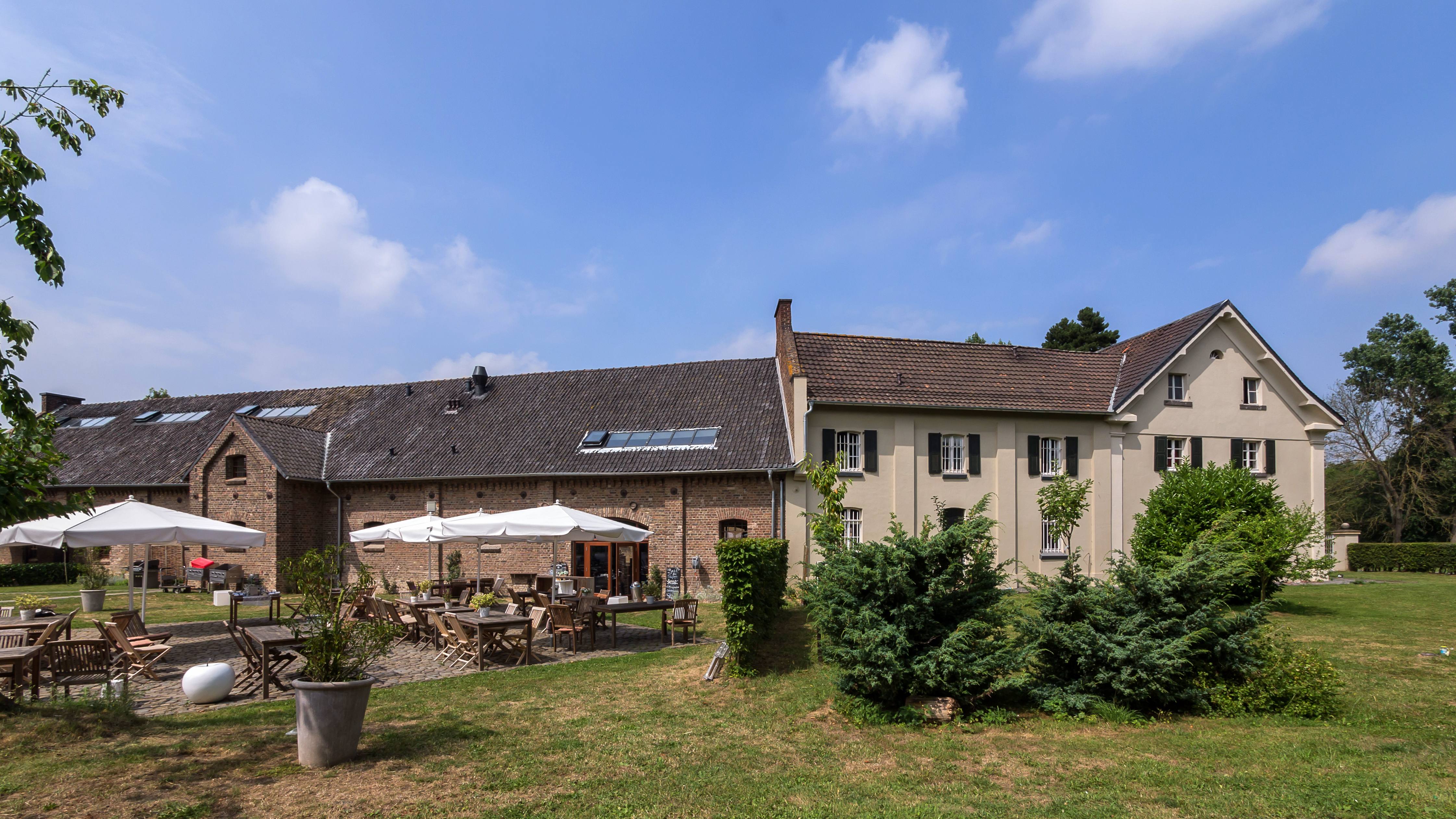
Königshoven – Gut Hohenholz

Wegen der großen Braunkohlevorkommen, die unter Königshoven (alt) lagen, wurde der Ort umgesiedelt. Etwa sieben Kilometer südlich des alten Standorts entstand ein neuer Ort, der auch Königshoven genannt wurde.
Im Jahr 1956 wurde eine Verbindlichkeitserklärung für den Tagebau Frimmersdorf-Süd mit der Festlegung der Umsiedlungen von Darshoven, Epprath, Morken-Harff, Tollhaus und Königshoven abgegeben.
1969/70 wurde beschlossen, den neuen Ort nach Kaster umzusiedeln. Es wurde auf Eigenständigkeit bestanden. Eine Bürgerversammlung beschloss eine geschlossene Umsiedlung.
Der erste Spatenstich fand 1976 statt und die ersten Häuser wurden gebaut. 1978 zog die letzte Osterprozession durch das alte Königshoven. 1979 war der letzte Gottesdienst in der alten Kirche. 1980 wurde die neue Pfarrkirche geweiht und das Pfarrzentrum eröffnet. 1980 wurde mit der Erschließung des beim Haus Hohenholz liegenden Weilers Hohenholz, dem etwa 1 km von Königshoven entfernten Umsiedlungsort der Landwirte von Königshoven, begonnen. Dort wurde auch die Schützenhütte der St.-Sebastianus-Schützenbruderschaft gebaut. 
Den Ortsmittelpunkt bildet die katholische Pfarrkirche St. Peter mit ihrem Pfarrzentrum, entworfen vom Architekten L. Kösters aus Köln und geweiht 1980. Der Kirchenschatz aus drei Jahrhunderten und das Schützensilber sind im Besitz der Pfarrgemeinde. 
1981 wurde die Bürgerhalle an der Josef-Schnitzler-Straße (ehemaliger Bürgermeister der Gemeinde Königshoven und Brudermeister) eröffnet. Mit der Einweihung des Dorfbrunnens auf dem Dorfplatz im Jahre 1986 wurde die Umsiedlung des Ortes offiziell abgeschlossen. Der letzte Umsiedler bezog 1987 sein neues Haus. Zwischen 1997 und 2001 wurde Königshoven um das Neubaugebiet „Mühlenkreuz“ erweitert.

### Eingemeindung
Am 1. Januar 1975 wurde Königshoven in die Stadt Bedburg eingegliedert (vgl. § 5 Köln-Gesetz).

### Politik
Ortsbürgermeister ist Georg Jobs (CDU).

## Verkehr
Die VRS-Buslinie 905 der Rhein-Erft-Verkehrsgesellschaft verbindet den Ort mit Bedburg und Kirdorf. Zusätzlich verkehren an Schultagen einzelne Fahrten der Linie 975.
| Linie | Verlauf |
| ----- | --- |
| 905   | Stadtbus Bedburg: Bedburg Bf – Bedburg-West – Kirchtroisdorf – Grottenherten – Kirchherten – Pütz – Königshoven – Kaster – Lipp – Bedburg Rathaus – Bedburg Bf – Blerichen – Kirdorf |
| 975   | (Grevenbroich – Laach – Gustorf – Königshoven –) Kaster – Bedburg Bf – Blerichen – Kirdorf – Glesch – Paffendorf – Zieverich – Bergheim Bf – Kenten – Quadrath-Ichendorf – Horrem Bf |